# XPT
XPT是中国一家提供智能动力解决方案的科技公司，总部位于上海市。该公司成立于2015年，业务范围涉及电动汽车核心零部件及软件。其产品主要包括ESS储能系统、EDS电驱动系统、VIS智能化集成系统。
2019年8月，蔚来汽车联合创始人郑显聪宣布退休，但继续担任XPT董事长一职，曾树湘则出任CEO一职。

## 外部連結
- 官方网站
- XPT全球 （页面存档备份，存于）
- XPT中國 （页面存档备份，存于）